# 1. FC Röthenbach
Der 1. FC Röthenbach e. V. ist ein deutscher Sportverein mit Sitz in der bayerischen Stadt Röthenbach an der Pegnitz im Landkreis Nürnberger Land.

## Geschichte
Der Verein wurde am 29. April 1923 in Folge des Ausschlusses von mehreren Mitgliedern der Fußball-Abteilung des TV Röthenbach gegründet. Daraufhin trat die gesamte Abteilung des Turnvereins dem neuen reinen Fußballverein bei.

### Fußball

#### Nachkriegszeit
Über die Klassenzugehörigkeit nach der Gründung bis zum Ende des Zweiten Weltkriegs ist nichts bekannt. In der Saison 1947/48 spielte man in der zu dieser Zeit zweitklassigen Landesliga Bayern. Mit 27:21 Punkten platzierte sich die Mannschaft in der Staffel Nordbayern auf dem vierten Platz. Zur nächsten Saison wurde die Liga eingleisig und mit 25:35 Punkten erreichte man Platz  12. Die Saison 1949/50 schloss man mit 20:32 Punkten auf dem 13. Platz. Zur nächsten Saison wurde aus der Liga die 1. Amateurliga – aufgrund der großen Anzahl an Aufsteigern gab es am Ende dieser Saison keine Absteiger. Hiernach stieg man mit 12:48 Punkten mit dem 16. und letzten Platz in die 2. Amateurliga ab.

#### 2000 bis heute
In der Saison 2004/05 spielte die Mannschaft in der 1. Kreisklasse und belegte mit 45 Punkten den siebten Platz und später gelangen ähnliche Platzierungen. In der Saison 2008/09 wurde die Mannschaft mit 22 Punkten Letzter und stieg in die A-Klasse ab. In der Spielzeit 2014/15 erreichte man mit 73 Punkten die Meisterschaft und damit die Rückkehr in die Kreisklasse. Nachdem man sich in der Folgesaison in der Klasse halten konnte, musste man in der Saison 2016/17 mit 20 Punkten über den 15. Platz wieder absteigen. Seit der Saison 2018/19 spielt das Team in der Kreisklasse Erlangen / Pegnitzgrund.

### Tennis
Die Tennis-Abteilung wurde im Jahr 1972 gegründet. Derzeit spielt die erste Herren-Mannschaft in einer Spielgemeinschaft mit dem SV Schwaig in der 1. Kreisklasse. Die Damen-Mannschaft spielt in der 4er Kreisklasse in einer Spielgemeinschaft mit dem TSV 1846 Nürnberg.

### Tischtennis
Die erste Herren-Mannschaft spielt derzeit in der Bezirksklasse A Mittelfranken-Nord.

## Persönlichkeiten
- Sercan Sararer (* 1989), Fußballspieler in der Jugend und später u. a. bei Greuther Fürth und türkischer A-Nationalspieler